# Дьяпанские языки
Дьяпа́нские языки (катукинские, катукина; Katukinan, Catuquinan) — небольшая семья южноамериканских индейских языков, распространённых в Бразилии, в штатах Амазонас и Акри. Общее число говорящих около 650 чел. (оценка на конец 1990-х гг.).

## Классификация
Включает 5 языков, один из которых вымерший:
- катукина (†)
- катавиши
- канамари́ (дьяпа́)
- чом-дьяпа (тукундьяпа, чуньюан-дьяпа)
- бендьяпа (†)